# Ostrovo (riječni otok)
Ostrovo ili Ostrvo bio je najveći riječni otok u Srbiji, koji se nalazi nizvodno od Beograda, u blizini Kostolca. Površina mu je 60 km², dužina 20 km, a širina 3 km. Jedno je od dva stalno naseljena riječna otoka u Srbiji, jer se na njegovom zapadnom dijelu nalazi istoimeno naselje.

## Ime
Prema legendi, ime "Ostrovo" nastalo je za vrijeme austrougarske okupacije. Austrijancima je, navodno, bilo teško izgovoriti srpsku riječ "ostrvo", pa su promijenili naziv radi lakšeg izgovora. S vremenom se naziv ustalio među lokalnim stanovništvom.

## Povijest
U prošlosti je današnji Dunavac, odnosno nekadašnji rukavac Dunava koji danas dijeli otok od Središnje Srbije imao veći istjek od glavne rijeke. Zbog toga je otok kroz povijest bio više orijentiran prema sjeveru, tj. pripadao je Banatu i s njim dijelio svoju sudbinu. Tako joj je za vrijeme austrijske vladavine Panonijom otok i pripadao, iako je bio bliži Turskom carstvu, a kasnije i Srbiji.
Ostrovo je bio riječni otok sve do 1941., kada su nacistički okupatori tijekom Drugog svjetskog rata pregradili Dunavac koristeći jalovinu iz kostolačkih rudnika kao materijal za nasipavanje. Kasnije je tim nasipom izgrađena suvremena cesta koja spaja naselje Ostrovo s Požarevcem i Kostolcem.

## Prirodni plin
Početkom 2000. na Ostrovu su otkrivene značajne rezerve prirodnog plina. Potencijalne rezerve procijenjene su na 200 milijuna kubičnih metara s mogućom proizvodnjom od 10 000 kubika dnevno tijekom 12 godina. Indeks profitabilnosti procijenjen je na 1:7. Otkrivene su i rezerve parafinske nafte. Na temelju tih rezervi predložena je izgradnja velikog podzemnog skladišta plina i regionalnog cjevovoda za Smederevo i Požarevac. Iako je do 2003. sve bilo pripremljeno za početak radova, do 2017. nije bilo pomaka.
Eksploatacija plina konačno je počela 2017., na plinskom polju koje se prostire na 5,918 km². Postoje četiri bušotine, čija dnevna proizvodnja doseže 17 000 kubičnih metara do studenog 2021. Skladišna stanica "Ostrovo" izgrađena je 4 kilometara od Kostolca, a prilagođena za proizvodnju tekućeg stlačenog prirodnog plina, kojeg uglavnom čini metan. Plin se doprema četiri puta dnevno iz Ostrova i koristi se uglavnom za industrijske potrebe.